# Doug Weight
Douglas Daniel Weight, detto Doug (Warren, 21 gennaio 1971), è un allenatore di hockey su ghiaccio ed ex hockeista su ghiaccio statunitense, dal 2017 allenatore dei New York Islanders.

## Palmarès

### Olimpiadi
- Argento a Salt Lake City 2002.

### World Cup
- Oro nel 1996.